# Sofya Akatyeva
Sofya Dmitrievna Akatyeva (en anglais : Sofia Akateva, en russe : Софья Дмитриевна Акатьева), née le 7 juillet 2007 à Moscou, est une patineuse artistique russe. Elle remporte les Grands Prix Juniors de Russie et de Pologne en 2021 et devient également double championne de Russie Junior (2021 et 2022). Elle est l'actuelle détentrice des records du monde juniors pour le classement combiné (233,08) et le programme libre (157,19).
Sofya est la 11e femme à réussir un quadruple saut et la 14e à réussir un triple axel en compétition internationale. Elle est la deuxième femme après la patineuse américaine Alysa Liu à réussir ces deux sauts lors d'un même programme. Elle remporte le titre de Championne de Russie le 24 décembre 2022 à Krasnoïarsk.

## Biographie

### Jeunesse
Sofya est née le 7 juillet 2007 à Moscou, en Russie. Elle a un frère cadet se prénommant Alexandre. Elle est affectueusement surnommée Super Sonic par ses fans et ses coéquipières pour ses grandes qualités techniques.

### Premières années
Sofya Akatyeva a commencé le patinage en 2011 à l'âge de quatre ans au sein du club Sambo 70. Elle a ensuite rejoint, en 2017, la patinoire Khrustalnyi en intégrant le groupe de son entraîneuse actuelle Eteri Tutberidze au sein du complexe d'entraînement Sambo 70. Elle commence à s'entraîner pour le quadruple saut, avec l'aide d'un harnais en décembre 2018, et pour le triple axel en janvier 2019. Elle réussit ses premiers quadruples sauts en mars 2019 et ses premiers triples axels en avril de la même année. En tant que débutante et avec son entraîneuse Tutberidze, elle s'est classée deuxième aux Championnats Russes de la Jeunesse en 2019 (catégorie qui précède la catégorie junior), derrière sa coéquipière Kamila Valieva.
En 2020, elle remporte la médaille d'argent aux Championnats de Russie Juniors , toujours derrière Valieva, et remporte son premier titre national junior l'année suivante lors de l'édition 2021 devant Sofia Samodelkina (russe : Софья Владимировна Самоделкина) et Adeliia Petrosian (russe : Аделия Тиграновна Петросян). C'est lors des épreuves de la Coupe de Russie de la saison 2020—2021 qu'elle se fait remarquer en réalisant un triple axel et deux quadruples sauts lors de son programme libre.

### Saison 2021—2022
Sofya Akatyeva fait ses débuts sur la scène internationale dans la catégorie junior lors du Grand Prix Junior de Russie 2021 qui s'est tenu à Krasnoïarsk à la mi-septembre. Lors de ce Grand Prix, elle bat les records du monde juniors de sa coéquipière Kamila Valieva pour le programme libre et pour le classement combiné. Elle faillit égaler le record du monde junior de sa coéquipière Alena Kostornaia pour le programme court et elle remportera le titre avec une marge confortable de 27 points sur la deuxième, Anastasia Zinina.
Dans ses deux programmes, Sofya a réussi deux triples axels, dont un en combinaison, et trois quadruples sauts, le toeloop et le salchow, dont deux en combinaison. Elle est la première patineuse à réussir trois quadruples sauts et un triple Axel dans un seul et même programme. La même année, lors de sa deuxième participation à un Grand Prix Junior (le Grand Prix de Pologne), elle réalise deux programmes de très bon niveau, exécutant à nouveau deux triples axels et trois quadruples sauts au cours de la compétition pour remporter le titre devant sa compatriote Elizaveta Kulikova et la concurrente sud-coréenne Shin Ji-a. Grâce à ses résultats obtenus lors de ses deux épreuves, elle se qualifie pour la finale du Grand Prix Junior 2021-2022 en étant la concurrente la mieux classée de l'épreuve féminine junior. Ses résultats l'a qualifie également automatiquement pour une place aux Championnats de Russie Seniors 2022, mais elle ne peut y concourir car elle trop jeune au moment de la fin de la période d'éligibilité.
En février 2022, Sofya Akatyeva remporte haut la main son deuxième titre aux Championnats Juniors de Russie 2022. Elle se classe première dans les deux épreuves de la compétition pour remporter le titre avec une marge de plus de 23 points devant la médaillée d'argent Sofia Samodelkina.

### Saison 2022—2023
Sofya Akatyeva participe au Grand Prix de Russie. Elle concourt lors des deux manches ayant lieu à Moscou (1 et 4). Avec un score de 236,68, Sofya Akatyeva termine 2e au classement final derrière Kamila Valieva (244,66). Durant cette épreuve, elle termine 2e du programme court (72,70) mais termine 1re lors du programme libre (163,98). Avec un score de 225,37, elle termine à la 3e place derrière la vainqueur Elizaveta Tuktamysheva (235,63) et la 2e Sofia Muravieva (230,56). Durant cette épreuve elle termine 2e du programme court (83,39) et 3e du programme libre (141,98). Sofya Akatyeva terminera 5e de ce Grand Prix de Russie derrière Kamila Valieva (1re), Elizaveta Tuktamysheva (2e), Adeliia Petrosian (3e) et Sofia Muravieva (4e).
| Manche           | Date                | Lieu   | Classement | Score  |
| ---------------- | ------------------- | ------ | ---------- | ------ |
| Manche 1         | 22—23 octobre 2022  | Moscou |            |        |
| Programme court  | 22 octobre 22       |        | 2e         | 72n70  |
| Programme libre  | 23 octobre 22       |        | 1re        | 163,98 |
| Classement final |                     |        | 2e         | 236,68 |
|                  |                     |        |            |        |
| Manche 4         | 12—13 novembre 2022 | Moscou |            |        |
| Programme court  | 12 novembre 22      |        | 2e         | 83,39  |
| Programme libre  | 13 novembre 22      |        | 3e         | 141,98 |
| Classement final |                     |        | 3e         | 225,37 |
|                  |                     |        |            |        |
| Finale           |                     |        | 5e         | 236,68 |

Sofya Akatyeva participe au Championnat de Russie ayant lieu à Krasnoïarsk en décembre 2022. Elle entame ces championnats en remportant le programme court devant Elizaveta Tuktamysheva et Sofia Muravieva. Lors du programme libre elle termine à la deuxième place derrière Kamila Valieva et remporte le titre de Championne de Russie.
| Manche           | Date           | Classement | Score  |
| ---------------- | -------------- | ---------- | ------ |
| Programme court  | 23 décembre 22 | 1re        | 85,59  |
| Programme libre  | 24 décembre 22 | 2e         | 164,15 |
| Classement final |                | 1re        | 249,74 |

### Résultats en compétition
- JGP : Grand Prix Juniors

| International                                                           | International | International | International | International |
| Événement                                                               | 19–20         | 20–21         | 21–22         | 22–23         |
| ----------------------------------------------------------------------- | ------------- | ------------- | ------------- | ------------- |
| JGP Finale du Grand Prix Junior                                         |               |               | A             |               |
| JGP Grand Prix Junior de Pologne                                        |               |               | 1re           |               |
| JGP Grand Prix Junior de Russie                                         |               |               | 1re           |               |
| National                                                                |               |               |               |               |
| Championnat de Russie Junior                                            | 2e            | 1re           | 1re           |               |
| Grand Prix de Russie                                                    |               |               |               | 5e            |
| Championnat de Russie                                                   |               |               |               | 1re           |
| À déterminer = Attribué ; WD = Retiré ; A = Annulé Niveaux : J = Junior |               |               |               |               |

## Records et réalisations

### Records du monde juniors
Sofya Akatyeva est actuellement détentrice du record du monde junior du programme libre féminin et du score total combiné.
| Programme libre juniors femmes | Programme libre juniors femmes | Programme libre juniors femmes   | Programme libre juniors femmes |
| Date                           | Score                          | Événement                        | Note                           |
| ------------------------------ | ------------------------------ | -------------------------------- | ------------------------------ |
| 18 septembre 2021              | 157,19                         | Grand Prix Junior de Russie 2021 | Record du monde junior actuel. |
| Score total des juniors femmes |                                |                                  |                                |
| Date                           | Score                          | Événement                        | Note                           |
| 18 septembre 2021              | 233,08                         | Grand Prix Junior de Russie 2021 | Record du monde junior actuel. |

Akatyeva est la première femme à réussir un triple axel et trois quadruples sauts dans un même programme.

## Résultats détaillés
Petites médailles pour les programmes courts et libres attribuées uniquement aux championnats ISU . Records personnels mis en évidence en gras.

### Sénior
| Saison 2022—2023     |                                     |                 |                 |            |
| Date                 | Compétition                         | Programme court | Programme libre | Combiné    |
| 20-26 décembre 2022  | 2023 Championnat de Russie          | 1re 85,59       | 2e 164,15       | 1re 249,74 |
| 11- 14 novembre 2022 | 2022 Grand Prix de Russie, Manche 4 | 2e 83.39        | 3e 141,98       | 3e 225,37  |
| 22– 23 octobre 2022  | 2022 Grand Prix de Russie, Manche 1 | 2e 72,70        | 1re 163,98      | 2e 236,68  |

### Junior
| Saison 2021-2022              |                                         |         |          |          |
| Date                          | Événement                               | PS      | FS       | Total    |
| 18–22 janvier 2022            | Championnats de Russie juniors 2022     | 1 78,84 | 1 158,25 | 1 237,09 |
| 29 septembre — 2 octobre 2021 | 2021 JGP - Grand Prix Junior de Pologne | 1 71,91 | 1 153,73 | 1 225,64 |
| 15–18 septembre 2021          | 2021 JGP - Grand Prix Junior de Russie  | 1 75,89 | 1 157,19 | 1 233,08 |
| Saison 2020-2021              |                                         |         |          |          |
| 1–5 février 2021              | Championnats de Russie juniors 2021     | 2 72,80 | 1 147,20 | 1 220    |
| Saison 2019-2020              |                                         |         |          |          |
| 4–8 février 2020              | Championnats de Russie juniors 2020     | 3 69,22 | 2 149,22 | 2 218,44 |